# Anne Dejean-Assémat
Anne Dejean-Assémat (Cholet, 6 de enero de 1957) es una bióloga molecular francesa, miembro de la Academia de Ciencias de Francia.
Su investigación más reconocida se centra en el estudio de los mecanismos moleculares y celulares que subyacen a los cánceres humanos. Directora de investigación del Inserm y profesora del Institut Pasteur, dirige la Unidad “Organización Nuclear y Oncogénesis”/Inserm U993en el Instituto Pasteur.

## Biografía
Anne Dejean-Assémat, nacida en Cholet, terminó un master en Ciencias en la Universidad Pierre y Marie Curie en 1980. Se incorporó al laboratorio del profesor Pierre Tiollais en el Instituto Pasteur, para realizar su tesis sobre el papel de las secuencias integradas del virus de la hepatitis B en el carcinoma hepatocelular, defendida en 1988. Ha sido directora de investigación en el Instituto Nacional de Investigación Médica y de Salud desde 2009 y profesora en el Instituto Pasteur desde 2010. Dirige la Unidad de Organización Nuclear y Oncogénesis desde 2003. Miembro de la EMBO, de la Academia de Ciencias en la sección de biología humana y ciencias médicas y de la Academia Americana de Artes y Ciencias, también ha sido galardonada con el Premio L'Oréal-Unesco para la mujer y la ciencia en 2010, el Gran Premio Inserm en 2014 y el Premio Sjöberg en 2018.

## Contribuciones científicas
Anne Dejean-Assémat es conocida por sus trabajos sobre los mecanismos genéticos, epigenéticos y celulares responsables del desarrollo de tumores malignos en humanos. Descubrió que los genes que codifican los receptores del ácido retinoico (RAR), la forma activa de la vitamina A, están mutados en el  cáncer de hígado y en determinadas formas de leucemia y describió los mecanismos moleculares y celulares responsables de la curación de estas leucemias. Su investigación ha abierto nuevas vías para enfoques terapéuticos específicos en el tratamiento del cáncer.
Primero descubrió que el virus de la hepatitis B, al insertar su genoma en el de la célula hepática, puede alterar un gen humano vecino y desempeñar un papel directo en el desarrollo del cáncer de hígado. Ella y su equipo identificaron así el gen RARb en el mismo lugar de integración del virus de la hepatitis B,así como el primer elemento de respuesta al ácido retinoico. Junto a Hugues de Thé, descubrió la oncoproteína PML-RARa como defecto genético responsable de la leucemia mieloide aguda (LPA) y aclaró sus propiedades oncogénicas.
Posteriormente, Anne Dejean-Assémat y su equipo dilucidaron los mecanismos implicados en la curación de esta leucemia utilizando ácido retinoico y arsénico, un tratamiento desarrollado en China y que sigue siendo el tratamiento dirigido contra el cáncer más eficaz descrito hasta la fecha. Demostró que dosis terapéuticas de ácido retinoico corrigen la respuesta molecular deficiente en las células leucémicas. También descubrió que determinados orgánulos nucleares, los cuerpos nucleares PML, se desintegran en estas células leucémicas y que el ácido retinoico y el arsénico corrigen este defecto celular. Posteriormente, demostró que el arsénico induce la modificación postraduccional de PML-RARa por la pequeña proteína SUMO, así como la degradación de esta oncoproteína.
Su trabajo también ha contribuido al surgimiento de nuevos conceptos en el campo de la SUMOilación al revelar un papel importante hasta ahora ignorado de la vía SUMO en la regulación epigenética de la expresión génica, particularmente en la represión de la inmunidad innata y el mantenimiento de la identidad celular. Esta investigación ha abierto nuevas perspectivas en los campos de la medicina regenerativa y el tratamiento del cáncer mediante la modulación farmacológica de los niveles de SUMOilación.
Casos de manipulación de imágenes han sido destacados en artículos de investigación publicados en el laboratorio de Anne Dejean-Assémat y 3 artículos han sido retractados. En 2019, el Instituto Pasteur, el Inserm y el CNRS llevaron a cabo una investigación sobre presuntos fraudes científicos. Los hallazgos indican que un investigador permanente del laboratorio, que dejó el Instituto Pasteur en 2021, incurrió en prácticas fraudulentas.

## Premios
Anne Dejean-Assémat ha ocupado cargos en numerosos organismos científicos, en particular en el Consejo Científico y como presidenta de la sección de Genética, Desarrollo y Cáncer del Inserm (2008-2012). Recibió el premio Mergier-Bourdeix de la Academia de Ciencias (1997), Rosen de la Fundación para la Investigación Médica (FRM) (1998), Mitjaville de la Academia Nacional de Medicina (1999), Gagna y Van Heck (2003), Léopold Griffuel de la Asociación de Investigación del Cáncer (ARC) (2010), L'Oréal-Unesco para la mujer y la ciencia(2010), Duquesne de la Liga Nacional Contra el Cáncer (LNCC) (2014), el Gran Premio Inserm así como el Premio Sjöberg de la Real Academia de Ciencias de Suecia (2018). Obtuvo dos Advanced Grants de la ERC, en 2011 y 2018, y fue nombrada oficial de la Orden Nacional del Mérito, 2012 y de la Orden Nacional de la Legión de Honor 2016.
Anne Dejean-Assémat es miembro de la Organización Europea de Biología Molecular (EMBO) (1995), la Academia de Ciencias (2004), la Academia Europaea (2005), la Academia Europea de Ciencias del Cáncer (2011) y la Academia Americana de las Artes y Ciencias (2020).